# Prison centrale de Buéa
La prison centrale de Buéa est la principale prison de la province du Sud-Ouest au Cameroun. C'est une prison mixte.
En juillet 2008, l'administration pénitentiaire camerounaise faisait état 352 détenus pour 400 places et 52 gardiens. Parmi les détenus, on comptait 20 femmes et 5 mineurs.
La prison de Buéa a été construite en 1907 par l'administration coloniale allemande.